# 오이시 다카야
오이시 다카야(일본어: 大石 尚哉, 1972년 7월 7일 ~ )는 일본의 전 축구 선수이다.

## 구단 경력
1995년 J1리그의 베르디 가와사키에 입단했다. 1995년에 J1리그 준우승. 1998년 산프레체 히로시마로 임대 이적했다. 1999년부터 2002년까지 일본 풋볼 리그의 요코하마 FC와 잣코에서 뛰었다. 2002년후 현역 은퇴.